# Saint-Jacques-de-Néhou
Saint-Jacques-de-Néhou é uma comuna francesa na região administrativa da Normandia, no departamento Mancha. Estende-se por uma área de 22,05 km². Em 2010 a comuna tinha 623 habitantes (densidade: 28,3 hab./km²).